# Azenha da Ribeira da Agualva (Vila Nova)
A Azenha da Ribeira da Agualva (Vila Nova) é uma azenha portuguesa localizada na freguesia de Vila Nova, concelho da Praia da Vitória, ilha Terceira, Açores e faz parte do Inventário do Património Histórico e Religioso para o Plano Director Municipal da Praia da Vitória, e remonta ao Século XVIII.
Trata-se de uma construção formada por azenha dotada de habitação e palheiro que se encontra implantada na margem direita da Ribeira da Agualva.
A construção da azenha e habitação tem uma planta de forma rectangular, sendo dotada de dois pisos. Tem um forno de volume exterior com planta de forma semicircular, onde se destaca uma chaminé rectangular encostada à fachada lateral esquerda da construção.
Este imóvel foi construído em alvenaria de pedra rebocada e caiada a cal de cor branca. Os vãos das portas são de verga curva e as janelas de guilhotina de duas folhas. A cobertura foi construída em quatro águas, com telha de meia-cana tradicional dos Açores e rematada por beiral simples.
Existe numa das paredes exteriores rasgos originados com o funcionamento da roda da azenha.
À esquerda, e na continuidade do edifício da azenha, existe um palheiro com planta de forma rectangular, dotado de um único piso, edificado em alvenaria de pedra seca e parcialmente caiada a cal de cor branca, tendo uma cobertura de duas águas em telha de meia-cana também tradicional dos Açores.